# دوغ فرازير
دوغ فرازير (بالإنجليزية: Doug Fraser)‏ هو لاعب كرة قدم أسترالية أسترالي، ولد في 7 ديسمبر 1886 في برونزويك ‏ في أستراليا، وتوفي في 24 فبراير 1919 في Yarraville, Victoria ‏ في أستراليا بسبب الإنفلونزا الإسبانية وإنفلونزا.

## وصلات خارجية
- دوغ فرازير على موقع AustralianFootball.com (الإنجليزية)
- دوغ فرازير على موقع AFLtables.com (الإنجليزية)